# UNAVEM I
De United Nations Angola Verification Mission I (UNAVEM I), of VN-verificatiemissie in Angola (I) in het Nederlands, was een vredesoperatie in Angola van januari 1989 tot juni 1991. Nederlandse deelnemers kwamen in aanmerking voor de Herinneringsmedaille VN-Vredesoperaties.